# Poropuntius cogginii
Poropuntius cogginii är en fiskart som först beskrevs av Chaudhuri, 1911.  Poropuntius cogginii ingår i släktet Poropuntius och familjen karpfiskar. Inga underarter finns listade i Catalogue of Life.